# 1. Klasse Erfurt-Thüringen 1942/43
De 1. Klasse Erfurt-Thüringen 1942/43 was het tiende en laatste voetbalkampioenschap van de 1. Klasse Erfurt-Thüringen, het tweede niveau onder de Gauliga Mitte en een van de drie reeksen die de tweede klasse vormden.
De competitie werd nu in drie reeksen opgesplitst. Er werd beslist dat enkel de winnaar van de, sterkere, groep noord kon deelnemen aan de eindronde. LSV Nordhausen, dat vorig jaar nog in de 1. Klasse Halle-Merseburg speelde, won de finale en nam deel aan de eindronde, maar moest hier KSG RB/VfL Merseburg en Burger FC 02 Preußen voor laten gaan.
Na dit seizoen werd de 1. Klasse ontbonden en vond er enkel competitie plaats in de 2. Klasse, die nu de tweede klasse vormde omdat deze regionaal verder onderverdeeld was.

## Eindstand

### Groep Noord

#### Groep 1
| Plaats | Club                  | Wed. | Saldo | Ptn. |
| ------ | --------------------- | ---- | ----- | ---- |
| 1.     | LSV Nordhausen        | 6    | 28:4  | 12:0 |
| 2.     | 1. Suhler SV 06       | 6    | 15:7  | 6:6  |
| 3.     | SpVgg Suhl-Heinrichs  | 6    | 06:13 | 3:9  |
| 4.     | SV Union Zella-Mehlis | 6    | 06:31 | 3:9  |

|  | Finale titel |

#### Groep 2
| Plaats | Club             | Wed. | Saldo | Ptn.  |
| ------ | ---------------- | ---- | ----- | ----- |
| 1.     | VfL 06 Saalfeld  | 10   | 31:15 | 15:5  |
| 2.     | LSV Nohra/Weimar | 10   | 46:16 | 14:6  |
| 3.     | LSV Rudolstadt   | 10   | 35:21 | 14:6  |
| 4.     | LSV Erfurt       | 10   | 32:27 | 11:9  |
| 5.     | SV 1909 Arnstadt | 10   | 15:53 | 04:16 |
| 6.     | TuS Schott Jena  | 10   | 08:35 | 02:18 |

#### Finale Noord
Heen
|  |                |       |                 |  |
|  | LSV Nordhausen | 6 – 0 | VfL 06 Saalfeld |  |
|  |                |       |                 |  |

Terug
|  |                 |       |                |  |
|  | VfL 06 Saalfeld | 1 – 3 | LSV Nordhausen |  |
|  |                 |       |                |  |

### Groep Zuid
| Plaats | Club               | Wed. | Saldo | Ptn. |
| ------ | ------------------ | ---- | ----- | ---- |
| 1.     | SV Heinersdorf     | 4    | 14:6  | 8:0  |
| 2.     | SV 08 Steinach     | 4    | 12:9  | 4:4  |
| 3.     | 1. FC Sonneberg 04 | 3    | 08:10 | 2:4  |
| 4.     | SC 06 Oberlind     | 3    | 07:13 | 2:4  |
| 5.     | TSV Wildenheid     | 4    | 13:16 | 2:6  |

|  | Groepswinnaar |